# Elizabeth Spencer
Elizabeth Herbert, contessa di Pembroke e Montgomery (gennaio/marzo 1737 – 30 aprile 1831), è stata una nobile britannica, figlia di Charles Spencer, III duca di Marlborough ed Elizabeth Trevor.

## Biografia

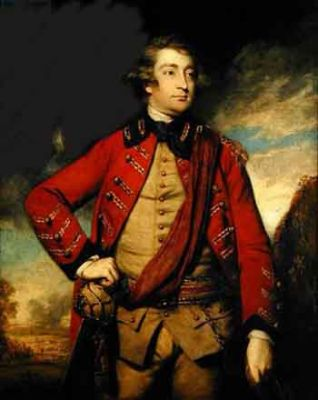
Henry Herbert conte di Pembroke, di Joshua Reynolds

Durante la giovinezza fu molto ammirata da re Giorgio III, divenendo, come la sorella maggiore Diana, Lady of the Bedchamber della regina Carlotta. A diciannove anni divenne moglie di Henry Herbert, X conte di Pembroke. La coppia era molto vicina ai reali, i quali furono anche ospiti dei conti di Pembroke nella loro residenza di Wilton House nel Wiltshire nel 1778. Come per la sorella, anche il matrimonio di Elizabeth fu molto infelice, a causa della continua infedeltà del consorte. Nel 1762 i due si riconciliarono ma Elizabeth ebbe a dire: "I mariti sono pericolosi e potenti animali". Nel frattempo il conte aveva avuto anche un figlio illegittimo, ma la moglie pretese e ottenne che non assumesse il cognome Herbert. Da quel momento i due vissero comunque come separati in casa, lui al piano terra e lei ai piani superiori. Nel 1788 Elizabeth lasciò definitivamente Wilton e andò a vivere nella magione di Pembroke Lodge, a Richmond Park.
La dimora, che da lei prende il nome, le era stata donata da Giorgio III, suo ammiratore, e negli anni seguenti Elizabeth l'ampliò molto conferendole il caratteristico stile georgiano che ancora oggi la contrassegna. Nello stesso 1788 tuttavia il re soffrì del primo dei numerosi attacchi di follia che dovevano susseguirsi negli anni a venire ed Elizabeth, appena fuggita dal marito, si ritrovò a dover sopportare l'imbarazzo delle sgradite attenzioni di Giorgio III, finché il sovrano non tornò in sé l'anno successivo.
Elizabeth Spencer morì nel 1831.

## Discendenza
Dal matrimonio con il conte di Pembroke ebbe due figli: il primo George Augustus Herbert, XI Conte di Pembroke, VIII conte di Montgomery (10 settembre 1759 - 26 ottobre 1827), intraprese la carriera militare, come da tradizione della famiglia materna. Nel 1787 sposò Elizabeth Beauclerk e la coppia ebbe figli. Sposò poi nel 1808 la contessa Ekaterina Vorontsova, figlia del diplomatico Semën Romanovič Voroncov, dalla quale ebbe sei figli. Il secondo Charlotte Herbert (14 luglio 1773 - 21 aprile 1784) morì di consunzione a 10 anni.

## Ascendenza
|                                          |                                |                                       | Genitori                          |  |  | Nonni |  |  | Bisnonni                               |  |  | Trisnonni                            |  |
|                                          |                                |                                       |                                   |  |  |       |  |  | Robert Spencer, II conte di Sunderland |  |  | Henry Spencer, I conte di Sunderland |  |
|                                          |                                |                                       |                                   |  |  |       |  |  | Robert Spencer, II conte di Sunderland |  |  | Henry Spencer, I conte di Sunderland |  |
|                                          |                                | Dorothy Sidney                        |                                   |  |  |       |  |  | Robert Spencer, II conte di Sunderland |  |  |                                      |  |
| Charles Spencer, III conte di Sunderland |                                |                                       |                                   |  |  |       |  |  | Robert Spencer, II conte di Sunderland |  |  |                                      |  |
|                                          |                                | Anne Digby                            | George Digby, II conte di Bristol |  |  |       |  |  |                                        |  |  |                                      |  |
|                                          |                                | Anne Digby                            | George Digby, II conte di Bristol |  |  |       |  |  |                                        |  |  |                                      |  |
|                                          |                                | Anne Digby                            | Anne Russell                      |  |  |       |  |  |                                        |  |  |                                      |  |
| Charles Spencer, III duca di Marlborough |                                | Anne Digby                            |                                   |  |  |       |  |  |                                        |  |  |                                      |  |
|                                          |                                | John Churchill, I duca di Marlborough | Winston Churchill                 |  |  |       |  |  |                                        |  |  |                                      |  |
|                                          |                                | John Churchill, I duca di Marlborough | Winston Churchill                 |  |  |       |  |  |                                        |  |  |                                      |  |
|                                          |                                | John Churchill, I duca di Marlborough | Elizabeth Drake                   |  |  |       |  |  |                                        |  |  |                                      |  |
| Anne Churchill                           |                                | John Churchill, I duca di Marlborough |                                   |  |  |       |  |  |                                        |  |  |                                      |  |
|                                          |                                | Sarah Jennings                        | Richard Jennings                  |  |  |       |  |  |                                        |  |  |                                      |  |
|                                          |                                | Sarah Jennings                        | Richard Jennings                  |  |  |       |  |  |                                        |  |  |                                      |  |
|                                          |                                | Sarah Jennings                        | Frances Thornhurst                |  |  |       |  |  |                                        |  |  |                                      |  |
| Elizabeth Spencer                        |                                | Sarah Jennings                        |                                   |  |  |       |  |  |                                        |  |  |                                      |  |
|                                          | Thomas Trevor, I barone Trevor | John Trevor                           |                                   |  |  |       |  |  |                                        |  |  |                                      |  |
|                                          | Thomas Trevor, I barone Trevor | John Trevor                           |                                   |  |  |       |  |  |                                        |  |  |                                      |  |
|                                          | Thomas Trevor, I barone Trevor | Ruth Hampden                          |                                   |  |  |       |  |  |                                        |  |  |                                      |  |
| Thomas Trevor, II barone Trevor          | Thomas Trevor, I barone Trevor |                                       |                                   |  |  |       |  |  |                                        |  |  |                                      |  |
|                                          |                                | Elizabeth Searle                      | John Searle                       |  |  |       |  |  |                                        |  |  |                                      |  |
|                                          |                                | Elizabeth Searle                      | John Searle                       |  |  |       |  |  |                                        |  |  |                                      |  |
|                                          |                                | Elizabeth Searle                      | Anne Nicoll                       |  |  |       |  |  |                                        |  |  |                                      |  |
| Elizabeth Trevor                         |                                | Elizabeth Searle                      |                                   |  |  |       |  |  |                                        |  |  |                                      |  |
|                                          |                                | Timothy Burrell                       | Walter Burrell                    |  |  |       |  |  |                                        |  |  |                                      |  |
|                                          |                                | Timothy Burrell                       | Walter Burrell                    |  |  |       |  |  |                                        |  |  |                                      |  |
|                                          |                                | Timothy Burrell                       | Frances Hooper                    |  |  |       |  |  |                                        |  |  |                                      |  |
| Elizabeth Burrell                        |                                | Timothy Burrell                       |                                   |  |  |       |  |  |                                        |  |  |                                      |  |
|                                          |                                | Elizabeth Chilcott                    | John Chilcott                     |  |  |       |  |  |                                        |  |  |                                      |  |
|                                          |                                | Elizabeth Chilcott                    | John Chilcott                     |  |  |       |  |  |                                        |  |  |                                      |  |
|                                          |                                | Elizabeth Chilcott                    | …                                 |  |  |       |  |  |                                        |  |  |                                      |  |
|                                          |                                | Elizabeth Chilcott                    |                                   |  |  |       |  |  |                                        |  |  |                                      |  |